# Liste der Wasserschutzgebiete in Berlin
In der Liste der Wasserschutzgebiete in Berlin sind die rechtskräftig festgesetzten Wasserschutzgebiete (WSG) in Berlin aufgelistet. Insgesamt sind seit 2005 in Berlin 13 Wasserschutzgebiete auf einer Fläche von rund 212 km² durch Wasserschutzgebietsverordnungen, unterteilt nach drei Schutzzonen mit jeweils unterschiedlichen Schutzbestimmungen, ausgewiesen. Im Verhältnis zur Gesamtstadtfläche von rund 890 km² sind damit etwa ein Viertel des Stadtgebietes als Wasserschutzgebiete ausgewiesen.

## Geschichte

StVO Zeichen

Das Berliner Trinkwasser stammt aus innerstädtischen Grundwasservorkommen, die sich in mehr als 10.000 Jahre alten Tiefenschichten gebildet haben. Um diesen Wasservorrat zu schützen, wurden im Umkreis der Grundwassergewinnungsanlagen Wasserschutzgebiete festgesetzt. Etwa 650 Tiefbrunnen – die zwischen 30 und 140 Meter tief reichen – fördern das Grundwasser zu den Berliner Wasserwerken.
In der Vergangenheit wurden einzelne Wasserschutzgebiete zusammengelegt:
- Die Wasserschutzgebiete für die Wasserwerke Johannisthal und Altglienicke wurden zum WSG Johannisthal/Altglienicke zusammengefasst.
- Die Wasserschutzgebiete für die Wasserwerke Wuhlheide und Kaulsdorf wurden zum WSG Wuhlheide/Kaulsdorf zusammengefasst.

Folgende Wasserschutzgebietsverordnungen (WVO) wurden aufgehoben:
- WSG Altglienicke, aufgehoben mit Verordnung vom 6. April 2009; heute Teil des WSG Johannisthal/Altglienicke.[3]
- WSG Buch, mit WVO vom 31. August 1999, aufgehoben mit Verordnung vom 6. April 2009.[4]
- WSG Jungfernheide, mit WVO 31. August 1995, aufgehoben mit Verordnung vom 6. April 2009.[4]

## Wasserschutzgebiete in Berlin
| WSG-Name                                              | Datum der Festsetzung | Datum des Inkrafttretens | Fläche (km²) | Lage  | Bild             |
| ----------------------------------------------------- | --------------------- | ------------------------ | ------------ | ----- | ---------------- |
| WSG für das Wasserwerk Beelitzhof                     | 1987-11-13            |                          |              | ⊙     | (weitere Bilder) |
| WSG für das Wasserwerk Eichwalde                      | 2001-10-16            |                          |              | ⊙     |                  |
| WSG für das Wasserwerk Erkner                         | 2000-10-20            |                          |              | ⊙     |                  |
| WSG für das Wasserwerk Friedrichshagen                | 1999-08-31            |                          |              | ⊙     | (weitere Bilder) |
| WSG für die Wasserwerke Johannisthal und Altglienicke | 1999-08-31            |                          |              | ⊙ / ⊙ |                  |
| WSG für das Wasserwerk Kladow                         | 1975-01-07            |                          |              | ⊙     |                  |
| WSG für das Wasserwerk Spandau                        | 2005-06-22            |                          |              | ⊙     | (weitere Bilder) |
| WSG für das Wasserwerk Staaken                        | 2001-10-16            |                          |              | ⊙     |                  |
| WSG für das Wasserwerk Tegel                          | 1995-08-31            |                          |              | ⊙     | (weitere Bilder) |
| WSG für das Wasserwerk Tiefwerder                     | 1978-11-01            |                          |              | ⊙     |                  |
| WSG für die Wasserwerke Wuhlheide und Kaulsdorf       | 1999-10-11            |                          |              | ⊙ / ⊙ | (weitere Bilder) |